# 小出英安
小出 英安（こいで ふさやす）は、但馬出石藩の第6代藩主。出石藩小出家5代。

## 生涯
第5代藩主・小出吉重の長男。延宝元年（1673年）12月12日、父の隠居により家督を継ぐ。このとき、弟の英直に1500石を分与した。
藩政では養父郡の伊佐新田などをはじめとする新田開発、藩札の発行などに尽力して手腕を見せたが、家臣などに対する粛清もひどかった。藩札発行では不正があったとして商人や家臣団の多くを処刑、もしくは追放に処した。さらにこれを諫めた家老や奉行、さらには医師なども追放に処すか、あまりのやり方に自ら退去している。元禄4年（1691年）12月26日、55歳で死去し、跡を長男の英益が継いだ。

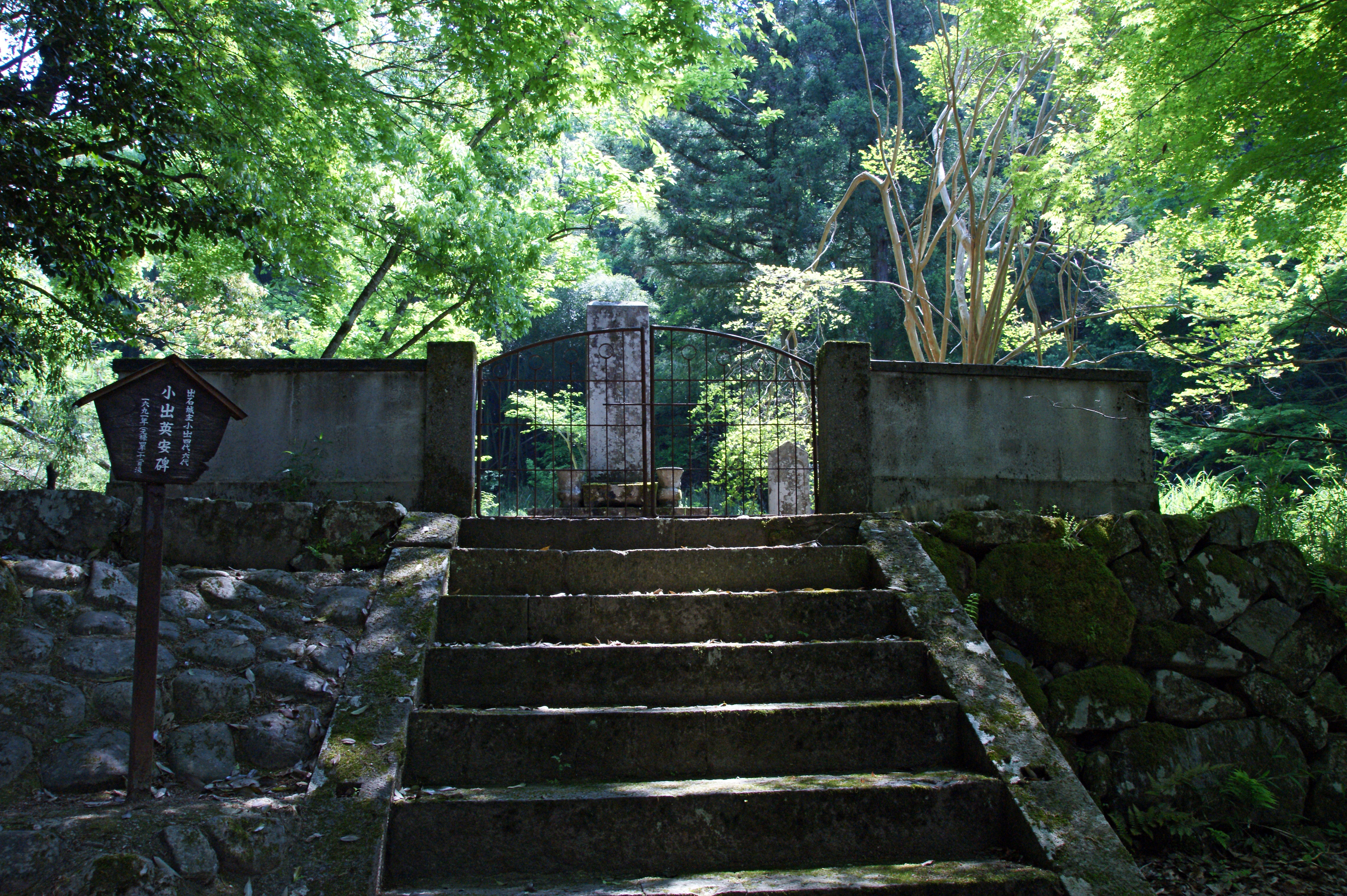
英安の墓所（宗鏡寺）